# Kupa Mihály
Kupa Mihály (Budapest, 1941. április 3. – 2024. szeptember 2.) magyar közgazdász, politikus, pénzügyminiszter (1990–1993).

## Fiatalkora
1958-ban összeesküvés vádjával 10 hónapi börtönbüntetésre ítélték. 1959-ben a Chinoin segédmunkása, majd szakmunkása. 1965-ben a Mikrobiológiai Laboratórium kísérleti üzemének vezetője lett. 1964-ben, munka mellett kezdett el tanulni a Marx Károly Közgazdaságtudományi Egyetemen, ahol 1969-ben végzett.

## Közgazdászi pályafutása
Diplomájának megszerzése után a Fővárosi Statisztikai Hivatal főelőadója, majd csoportvezetője lett. 1971-ben átment a Központi Statisztikai Hivatalhoz, ahol főelőadóként kezdett dolgozni. 1975-ben rövid ideig a Felsőoktatási Kutatóközpont tudományos munkatársa volt. Ugyanebben az évben doktorált. Később a Pénzügykutató Intézet tudományos főmunkatársaként dolgozott 1984-ig. Ezalatt 1980-tól két évig az intézet osztályvezetője, majd 1984-ig igazgatóhelyettese volt. Ezután rövid időre Angolába utazott, tanácsadói megbízással.
Hazatérése után a Pénzügyminisztérium pénzügypolitikai főosztályvezetője lett, majd 1987 és 1988 között a lakossági adók főosztályát vezette. Ezután került az Adóreform Titkársághoz, melynek vezetőjévé nevezték ki, majd 1989-ben a Költségvetési Reformbizottság titkárságát vezette. 1990-ben rövid időre a DRT Hungary Kft. budapesti ügyvezetőjeként dolgozott.

## Politikai pályafutása
1990-ben, Rabár Ferenc akkori pénzügyminiszter lemondása után Antall József miniszterelnök behívta kormányába Rabár utódjának. Miután Németh Miklós 1991-ben lemondott Szerencsen szerzett egyéni mandátumáról, az emiatt kiírt időközi választást Kupa nyerte független jelöltként. Megválasztása után a Magyar Demokrata Fórum frakciójához csatlakozott.
Pénzügyminisztersége alatt a kormány gazdasági kabinetjének volt a vezetője, ill. 1992 és 1993 között az Európai Újjáépítési és Fejlesztési Bank kormányzótanácsának alelnökeként is dolgozott, valamint a Világbank és a Nemzetközi Valutaalap Közgyűlésének elnökeként is tevékenykedett.
1993-ban távozott a Pénzügyminisztériumtól, ekkor kilépett az MDF-frakcióból is, a ciklus végéig független képviselőként dolgozott. 1994-ben független országgyűlési képviselő-jelölt volt, de mandátumot nem szerzett. 1996-ban a Magyar Piacszövetség elnökévé választották.
Az 1998-as országgyűlési választáson sikeresen indult Szerencsen független képviselő-jelöltként, így egyetlen független képviselőként kezdte meg az országgyűlési ciklust. Ekkor lemondott a Piacszövetségben betöltött elnöki pozíciójáról.
2001-ben megalapította a Harmadik Oldal Magyarországért Mozgalmat, melynek tiszteletbeli elnökévé választották. A mozgalom és több más párt együttműködéséből alakult Centrum Párt alapító elnökévé választották. A 2002-es országgyűlési választáson a párt országos listáját vezette. Mivel a párt nem érte el az 5%-os küszöböt, mandátumot nem szerzett. Egyéni választókerületében a második forduló előtt visszalépett.
2004-ben lemondott pártelnöki posztjáról, de pár hónappal később újra elfoglalta azt. 2007-ben végleg távozott az elnöki székből.
Több vállalat igazgatóságának, ill. felügyelő-bizottságának tagja volt.

## Családja
Kétszer nősült. Négy gyermek (egy fiú, három lány) édesapja.

## Díjai, elismerései
- Húszéves a Köztársaság díj (2009)[4]

## Művei
- Jövedelemelosztás, költségvetés, gazdasági folyamatok; Közgazdasági és Jogi, Bp., 1980
- A személyi jövedelemadó Magyarországon; szerk. Kupa Mihály; Innomark, Bp., 1988